# カラム・チェンバース
カラム・チェンバース（Calum Chambers, 1995年1月20日 - ）は、イングランド・ピーターズフィールド出身のサッカー選手。カーディフ・シティFC所属。ポジションはディフェンダー、ミッドフィールダー。姓はチャンバースとも表記される。

## 経歴
7歳の頃、サウサンプトンFCのユースチームでキャリアをスタートさせ、2012年にトップチームへ昇格。はじめは中盤でプレーしていたが、2013-14シーズンは右サイドバックとして定位置を確保。またセンターバックとしてもプレーできる。2014年7月28日にアーセナルFCへ移籍。移籍金は1600万ポンドと見られている。
2018年8月7日、フラムFCにローン移籍した。シーズンを通して主にセントラルミッドフィルダー、ボランチとして起用され、チームは降格したがチーム内でのスタッツにおいて試合平均インターセプト数が1位、試合平均タックル数が2位、試合平均ドリブル数、試合平均空中戦勝利数、試合平均パス数が3位という記録を残した。その活躍からサポーター投票で選ばれる2018-19シーズンのフラム年間最優秀選手賞を受賞した。その得票率は、48.4％であり2位のミトロヴィッチの得票率14.1％の3倍以上とサポーターから圧倒的な支持を得た。
2019-20シーズン、フラムではMFとして活躍したが再びアーセナルに復帰すると右サイドバックやCBなどDFとして起用された。2019年12月29日、チェルシーFC戦にCBでスタメン出場するも前半に左膝の前十字靭帯断裂をしてシーズン内での復帰は不可能となるほどの大怪我を負った。2020年12月4日、ヨーロッパリーグのラピード・ウィーン戦に途中出場し約1年ぶりの実戦復帰となった。2021年12月21日、EFLカップのサンダーランド戦の前に行った新型コロナウイルス感染症 (2019年)検査で陽性であったと発表された。
2022年1月27日、アストン・ヴィラFCへ3年半契約で完全移籍することが公式発表された。
2024年7月14、カーディフ・シティFCへ3年契約で移籍。

## 代表歴
イングランド代表として各年代でプレー。U-19代表では主将を務める。2014年、9月3日に行われたノルウェー代表との親善試合でA代表初出場を果たした。2016年、U-21イングランド代表で挑んだトゥーロン国際大会ではU-23日本代表とも対戦して1994年以来となる優勝を果たした。

## 所属クラブ
- サウサンプトンFC 2012-2014
- アーセナルFC 2014-2022
  - → ミドルズブラFC 2016-2017 (loan)
  - → フラムFC 2018-2019 (loan)
- アストン・ヴィラFC 2022-2024

## 個人成績
| クラブ         | シーズン | リーグ         | リーグ戦 | リーグ戦 | カップ戦 | カップ戦 | リーグ杯 | リーグ杯 | 国際大会 | 国際大会 | その他 | その他 | 合計 | 合計 |
| クラブ         | シーズン | リーグ         | 出場     | 得点     | 出場     | 得点     | 出場     | 得点     | 出場     | 得点     | 出場   | 得点   | 出場 | 得点 |
| -------------- | -------- | -------------- | -------- | -------- | -------- | -------- | -------- | -------- | -------- | -------- | ------ | ------ | ---- | ---- |
| サウサンプトン | 2012-13  | プレミアリーグ | 0        | 0        | 0        | 0        | 1        | 0        | -        | -        | 0      | 0      | 1    | 0    |
| サウサンプトン | 2013-14  | プレミアリーグ | 22       | 0        | 0        | 0        | 2        | 0        | -        | -        | 0      | 0      | 24   | 0    |
| サウサンプトン | 通算     | 通算           | 22       | 0        | 0        | 0        | 3        | 0        | -        | -        | 0      | 0      | 25   | 0    |
| アーセナル     | 2014-15  | プレミアリーグ | 23       | 1        | 4        | 0        | 1        | 0        | 7        | 0        | 1      | 0      | 36   | 1    |
| アーセナル     | 2015-16  | プレミアリーグ | 12       | 0        | 5        | 1        | 2        | 0        | 3        | 0        | 0      | 0      | 22   | 1    |
| アーセナル     | 2016-17  | プレミアリーグ | 1        | 1        | -        | -        | -        | -        | -        | -        | 0      | 0      | 1    | 1    |
| アーセナル     | 通算     | 通算           | 36       | 2        | 9        | 1        | 3        | 0        | 10       | 0        | 1      | 0      | 59   | 3    |
| ミドルズブラ   | 2016-17  | プレミアリーグ | 24       | 1        | 2        | 0        | -        | -        | -        | -        | 0      | 0      | 26   | 1    |
| ミドルズブラ   | 通算     | 通算           | 24       | 1        | 2        | 0        | -        | -        | -        | -        | 0      | 0      | 26   | 1    |
| アーセナル     | 2017-18  | プレミアリーグ | 12       | 0        | 0        | 0        | 4        | 0        | 8        | 0        | 0      | 0      | 24   | 0    |
| アーセナル     | 2018-19  | プレミアリーグ | -        | -        | -        | -        | -        | -        | -        | -        | 0      | 0      | 0    | 0    |
| アーセナル     | 通算     | 通算           | 12       | 0        | 0        | 0        | 4        | 0        | 8        | 0        | 0      | 0      | 24   | 0    |
| フラム         | 2018-19  | プレミアリーグ | 31       | 2        | 1        | 0        | 1        | 0        | -        | -        | 0      | 0      | 33   | 2    |
| フラム         | 通算     | 通算           | 31       | 2        | 1        | 0        | 1        | 0        | -        | -        | 0      | 0      | 33   | 2    |
| アーセナル     | 2019-20  | プレミアリーグ | 14       | 1        | 0        | 0        | 1        | 0        | 3        | 0        | 0      | 0      | 18   | 1    |
| アーセナル     | 2020-21  | プレミアリーグ | 10       | 0        | 0        | 0        | 0        | 0        | 6        | 0        | 0      | 0      | 16   | 0    |
| アーセナル     | 通算     | 通算           | 24       | 1        | 0        | 0        | 1        | 0        | 9        | 0        | 0      | 0      | 34   | 1    |
| 総通算         | 総通算   | 総通算         | 149      | 6        | 12       | 1        | 12       | 0        | 27       | 0        | 1      | 0      | 201  | 7    |

## 代表歴

### 出場大会
- U-21イングランド代表
  - 2015年 - UEFA U-21欧州選手権（グループリーグ敗退）
  - 2016年 - トゥーロン国際大会（優勝）
  - 2017年 - UEFA U-21欧州選手権（ベスト4）

### 試合数
| 年   | 代表国       | 試合数 | 得点 |
| ---- | ------------ | ------ | ---- |
| 通算 | イングランド | 3      | 0    |

## タイトル
アーセナルFC
- FAカップ : 2014-15, 2019-20
- FAコミュニティ・シールド : 2014, 2015, 2017, 2020